# Добрин (струмок)
Добрин — струмок (річка) в Україні у Перечинському районі Закарпатської області. Права притока річки Тур'ї (басейн Дунаю).

## Опис
Довжина струмка приблизно 5,48 км, найкоротша відстань між витоком і гирлом — 3,84  км, коефіцієнт звивистості річки — 1,43 . Формується багатьма струмками.

## Розташування
Бере початок на південно-східній схилах гори Осуй (503,7 м). Тече переважно на південний захід через буковий ліс понад горою Бубновець (398,4 м), через село Завбуч і на північно-східній стороні від села Раково впадає у річку Тур'ю, ліву притоку річки Уж.

## Цікаві факти
- Від гирла струмка на південній стороні на відстані приблизно 422,31 м пролягає автошлях Т 0712[2] (автомобільний шлях територіального значення у Закарпатській області. Пролягає територією Перечинського та Свалявського районів через Перечин — Сваляву. Загальна довжина — 52,1 км.).